# Sala Poselska na Wawelu

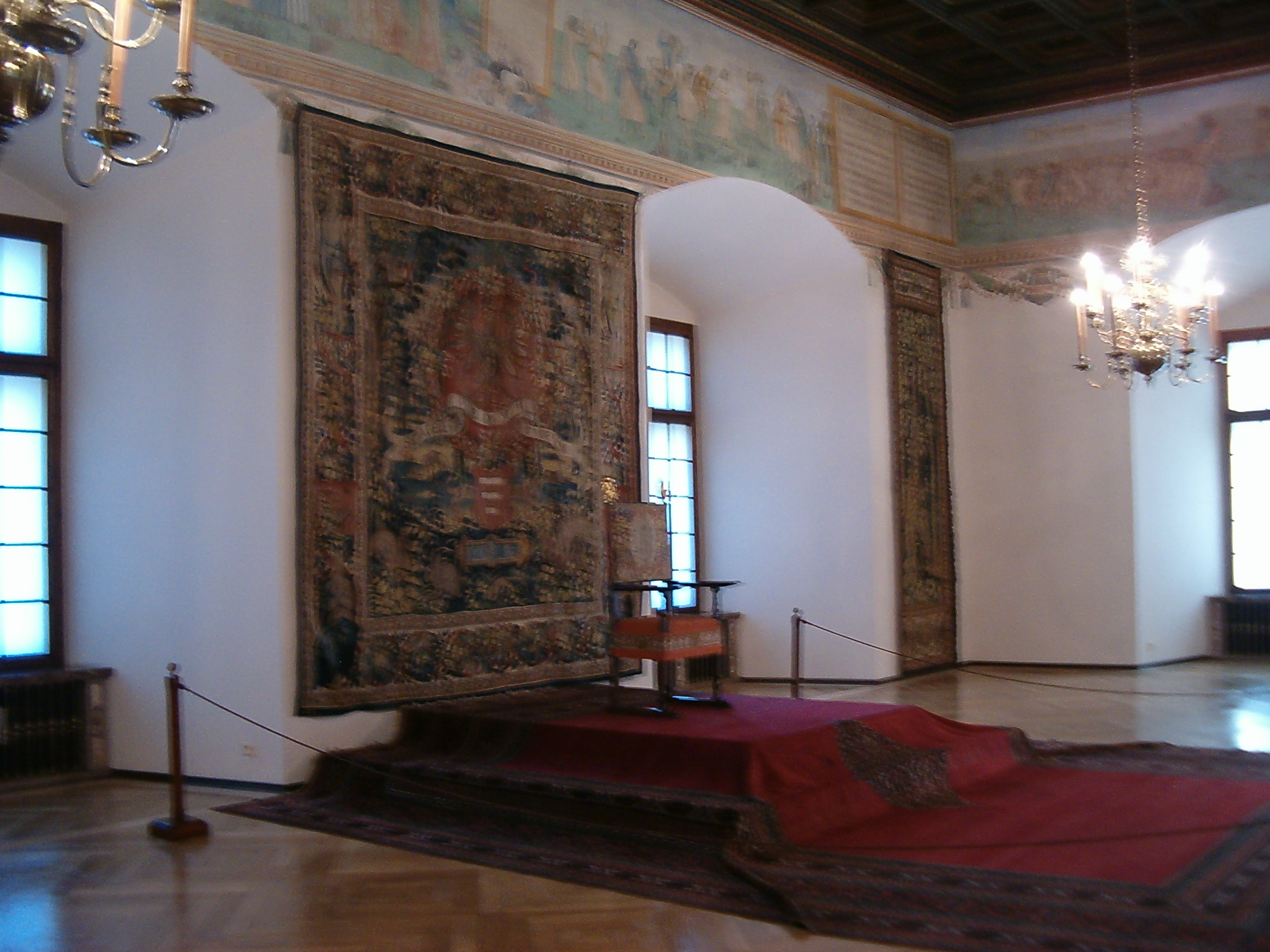
Arrasy w Sali Poselskiej

Sala Poselska, znana także jako Sala Pod Głowami – reprezentacyjna komnata Zamku Królewskiego na Wawelu. Od czasów koronacji Władysława IV Wazy w 1633 roku miejsce obrad Izby Poselskiej w czasie sejmów koronacyjnych i przyjmowania poselstw.
Pierwotny strop kasetonowy autorstwa Sebastiana Tauerbacha i Hansa Sznycera z ok. 1540 r. został zniszczony podczas pożaru w 1702 roku i w latach 1804−1807; obecny jest rekonstrukcją. W kasetonach umieszczone były 194 rzeźbione głowy, z których do dziś zachowało się 30 oryginalnych głów z XVI wieku (tzw. głowy wawelskie). Ściany zdobi fryz malowany przez Dionizego Stubę z Alegorią historii życia ludzkiego, ukazujący poszczególne etapy życia człowieka.
W urządzeniu Sali Poselskiej starano się nawiązać do jej historycznych funkcji. Stąd portrety Zygmunta Starego i Anny Jagiellonki (pędzla Marcina Kobera) oraz fotel (poltrone) zastępujący niezachowany tron. Na ścianach zawieszone są arrasy z serii Dzieje rajskie oraz werdiury. W sali zachował się oryginalny renesansowy fryz.

## Galeria

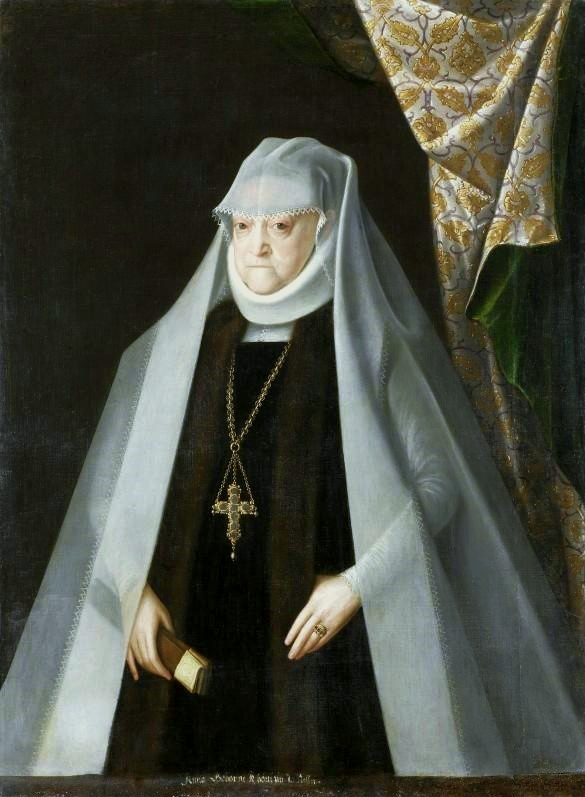
Portret Anny Jagiellonki
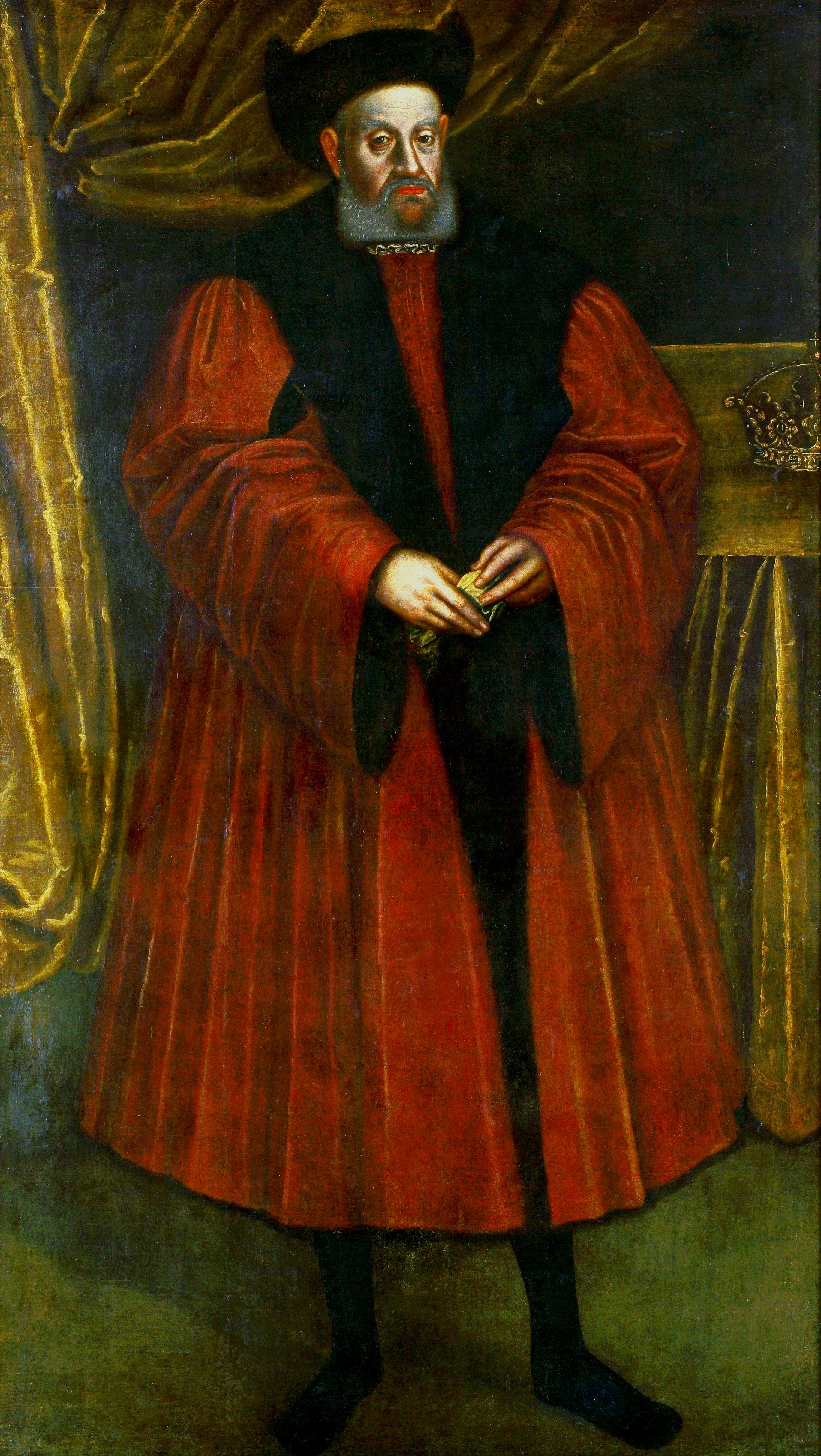
Portret Zygmunta I Starego
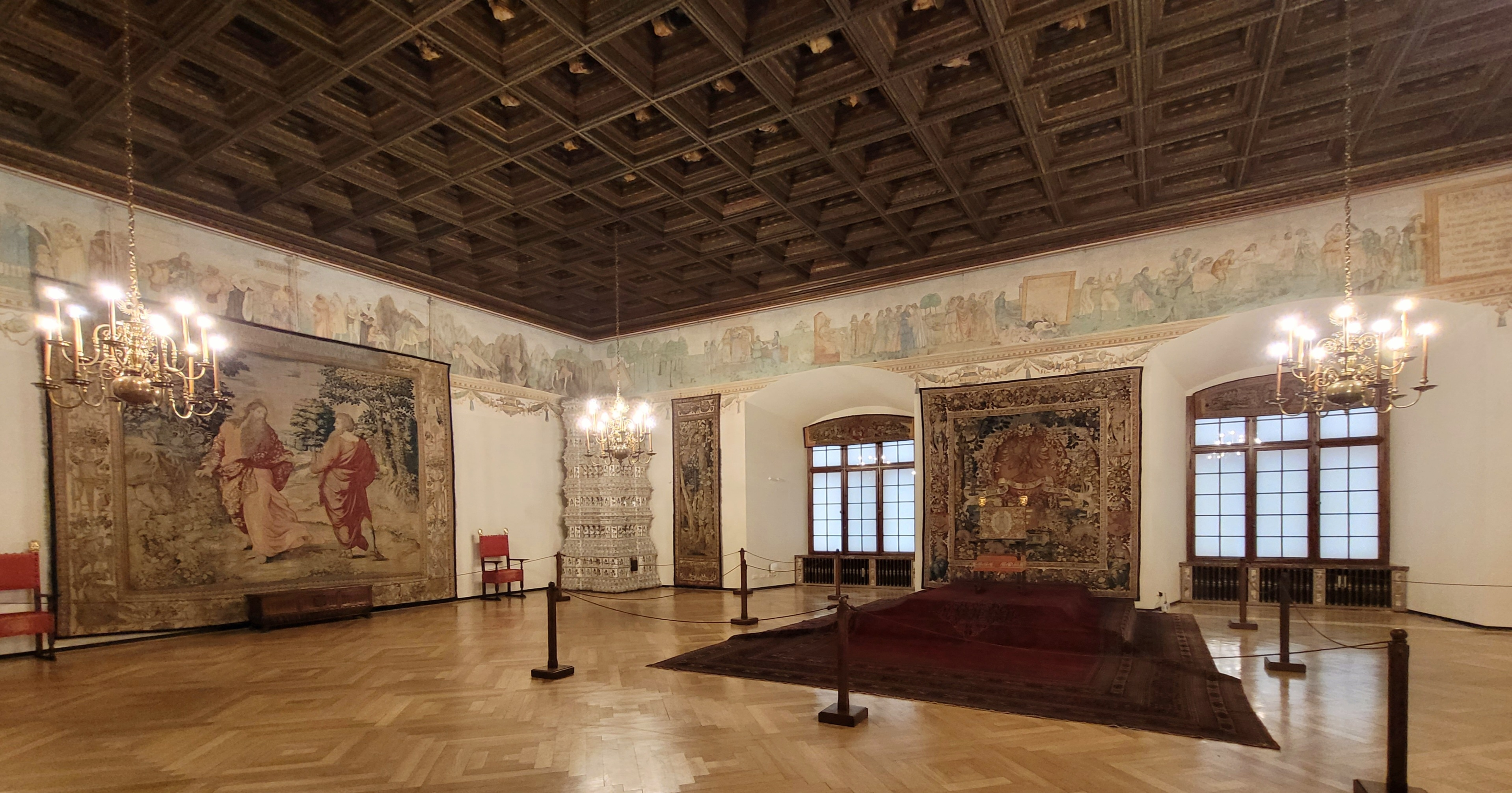
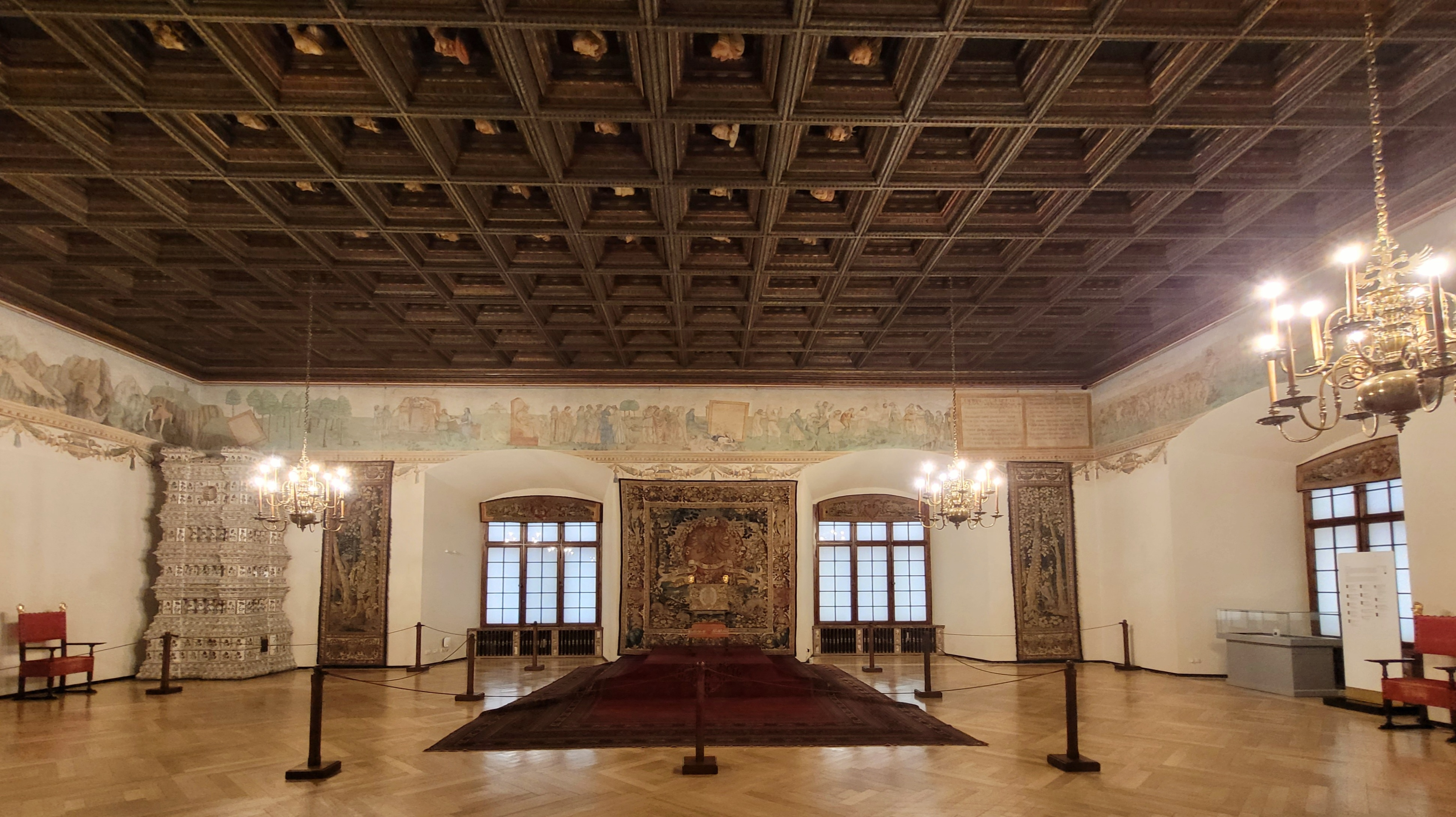
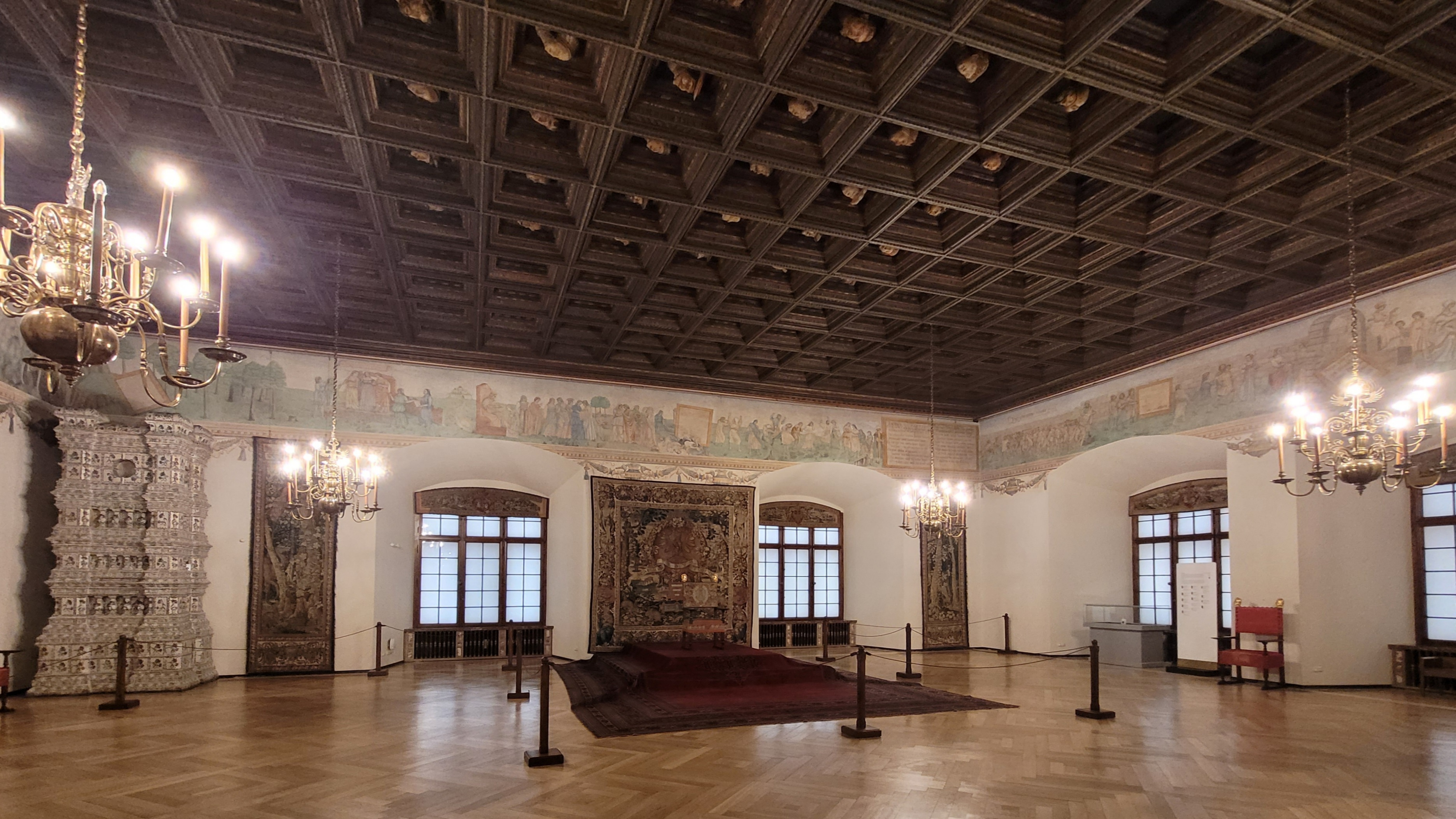
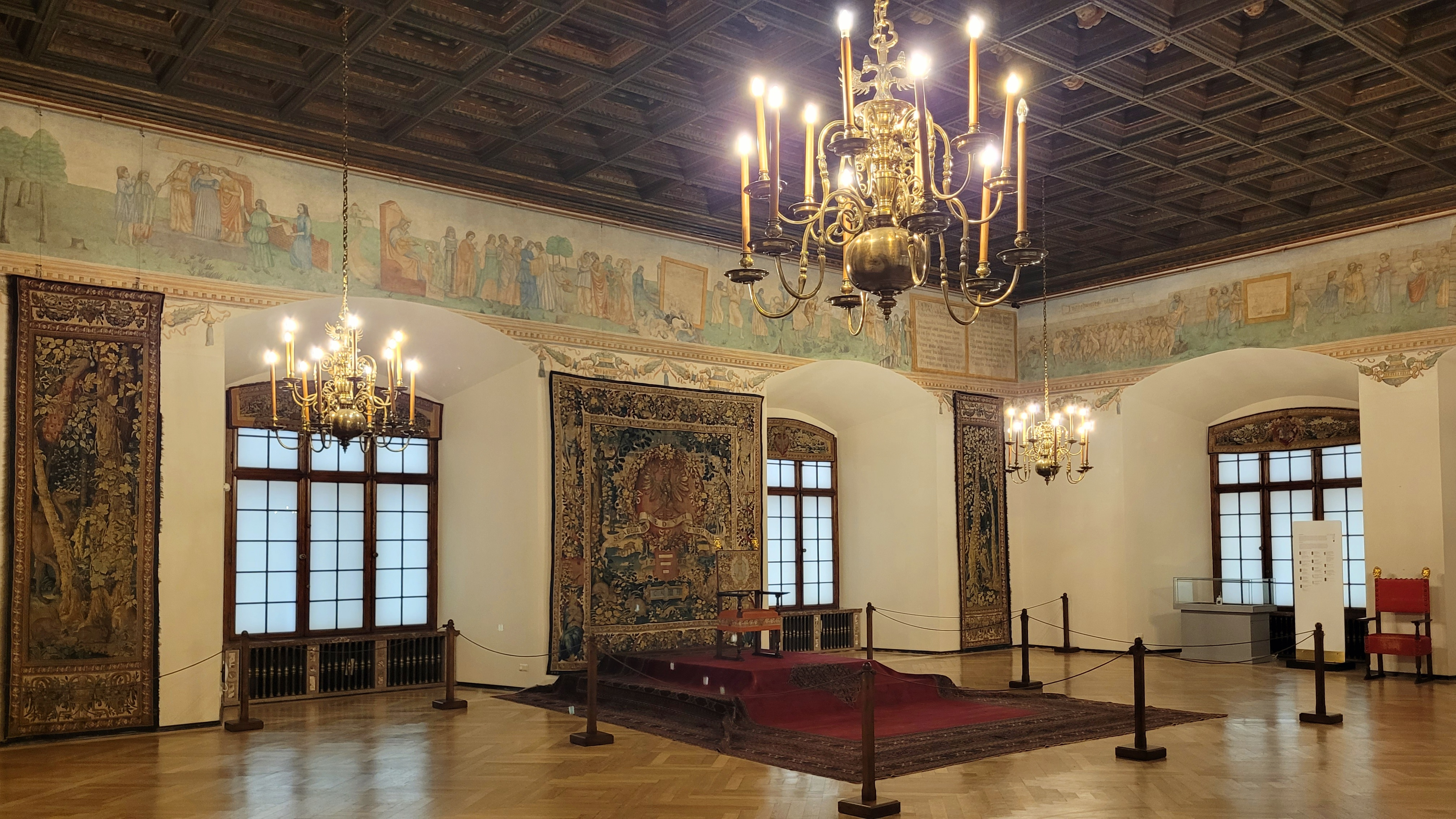